# Will Chase
Frank William 'Will' Chase (Frankfort (Kentucky), 12 september 1970) is een Amerikaans acteur, filmregisseur, filmproducent en zanger.

## Biografie
Chase werd geboren in Frankfort (Kentucky) als jongste van drie zonen. Hij heeft de high school doorlopen aan de Western Hills High School in Frankfort. Hierna ging hij naar de conservatorium aan de Oberlin College in Oberlin (Ohio) waar hij zijn diploma haalde in percussie. Chase was in het verleden getrouwd en heeft hieruit twee dochters. Chase is in 2009 opnieuw getrouwd en in 2012 hebben zij een scheiding aangevraagd.

## Filmografie

### Films
Uitgezonderd korte films.
- 2019 After the Wedding – als Frank
- 2015 Savva. Serdtse voina – als Anga (Engelse stem)
- 2013 Butterflies of Bill Baker – als Bill Baker
- 2011 The Lost Valentine – als Andrew Hawthorne
- 2009 Four Single Fathers – als Lance
- 2008 Rent: Filmed Live on Broadway – als Roger Davis
- 2004 Everyday People – als vader
- 2000 Shaft – als vriend van Walter

### Televisieseries
Uitgezonderd eenmalige gastrollen.
- 2022 The Crowded Room – als Marlin Reid – 10 afl.
- 2022 Bosch: Legacy – als Kurt Dockweiler – 2 afl.
- 2021 Dopesick – als Michael Friedman – 8 afl.
- 2018-2019 Impulse – als Simon – 6 afl.
- 2017-2019 Stranger Things – als Neil Hargrove – 3 afl.
- 2018-2019 Madam Secretary – als Owen Callister – 4 afl.
- 2019 The Village – als John – 2 afl.
- 2018 Sharp Objects – als Bob Nash – 6 afl.
- 2018 Quantico – als Frank Marlow – 2 afl.
- 2018 American Crime Story – als rechercheur Scrimshaw – 3 afl.
- 2017 Time After Time – als Griffin – 9 afl.
- 2013-2017 Nashville – als Luke Wheeler – 57 afl.
- 2017 Sharp Objects – als Bob Nash – 6 afl.
- 2013-2014 The Good Wife – als rechercheur Doug Young – 2 afl.
- 2012-2013 Smash – als Michael Swift – 10 afl.
- 2009-2010 Rescue Me – als Pat Mahoney – 4 afl.
- 2009 One Life to Live – als dr. Jason Nance – 4 afl.
- 2006 As the World Turns – als dr. Linn – 2 afl.

### Filmregisseur
- 2022 Lawrence of Arabia – korte film
- 2021 Today – televisieserie – 1 afl.
- 2021 Trunk Show – korte film
- 2021 I'm Right Here – korte film
- 2021 Dagger – korte film
- 2020 Ingrid Michaelson's 14th Annual Holiday Hop: Virtual Edition – televisiespecial
- 2020 Tigers and Young Men – muziekvideo

### Filmproducent
- 2022 Lawrence of Arabia – korte film
- 2021 Trunk Show – korte film
- 2021 I'm Right Here – korte film
- 2021 Enough – korte film
- 2021 Dagger – korte film
- 2020 Ingrid Michaelson's 14th Annual Holiday Hop: Virtual Edition – televisiespecial
- 2017 Ovid – korte film

## Theaterwerk opBroadway
- 2019 Kiss Me, Kate – als Fred Graham / Petruchio
- 2016 Something Rotten! – als William Shakespeare
- 2012 – 2013 The Mystery of Edwin Drood – als John Jasper / Clive Paget
- 2012 – heden Nice Work If You Can Get It – als Jimmy Winter (understudy)
- 2009 The Story of My Life – als Thomas Weaver
- 2008 – 2012 Billy Elliot: The Musical – als Tony (understudy)
- 2006 High Fidelity – als Rob
- 2005 Lennon – als ??
- 2000 – 2002 The Full Monty – als Jerry Lukowski (understudy)
- 2000 – 2004 Aida – als Radames (understudy)
- 1996 – 2008 Rent – als Roger Davi/ Mark Cohen (understudy)
- 1991 – 2001 Miss Saigon – als Chris (understudy)